# Semiothisa brunnescens
Semiothisa brunnescens là một loài bướm đêm trong họ Geometridae.